# Стил, Пол
Пол Стил (англ. Paul Steele; род. 5 декабря 1957, Нью-Уэстминстер, Британская Колумбия) — канадский гребец, выступавший за сборную Канады по академической гребле в 1980-х годах. Чемпион летних Олимпийских игр в Лос-Анджелесе, чемпион Игр Содружества в Эдинбурге, бронзовый призёр Панамериканских игр в Каракасе, победитель и призёр регат национального значения.

## Биография
Пол Стил родился 5 декабря 1957 года в городе Нью-Уэстминстер провинции Британская Колумбия, Канада.
Занимался академической греблей во время учёбы в Университете Британской Колумбии в Ванкувере, состоял в местной гребной команде «Тандербёрдс», неоднократно принимал участие в различных студенческих регатах.
Впервые заявил о себе в гребле на взрослом международном уровне в сезоне 1983 года, когда вошёл в основной состав канадской национальной сборной и побывал на Панамериканских играх в Каракасе, откуда привёз награду бронзового достоинства, выигранную в зачёте распашных рулевых четвёрок — уступил здесь только командам из США и Бразилии.
Благодаря череде удачных выступлений удостоился права защищать честь страны на летних Олимпийских играх 1984 года в Лос-Анджелесе. В программе восьмёрок обошёл всех своих соперников в главном финале, в том числе на 0,42 секунды опередил ближайших преследователей из Соединённых Штатов, и тем самым завоевал золотую олимпийскую медаль. Таким образом, впервые в истории канадская восьмёрка стала лучшей на Олимпийских играх
После лос-анджелесской Олимпиады Стил остался в составе гребной команды Канады на ещё один олимпийский цикл и продолжил принимать участие в крупнейших международных регатах. Так, в 1986 году в безрульных четвёрках он одержал победу на Играх Содружества в Эдинбурге и финишировал четвёртым на чемпионате мира в Ноттингеме.
В 1987 году стал пятым в восьмёрках на мировом первенстве в Копенгагене.
Находясь в числе лидеров канадской национальной сборной, благополучно прошёл отбор на Олимпийские игры 1988 года в Сеуле — на сей раз попасть в число призёров не смог, показал в восьмёрках шестой результат.
За выдающиеся спортивные достижения введён в Зал славы спорта Британской Колумбии (1985) и Канадский олимпийский зал славы (2003).